# Varistor
Ein Varistor ist ein elektrisches Bauelement, das sich durch einen von der elektrischen Spannung abhängigen Widerstand auszeichnet. Oberhalb einer bestimmten Schwellenspannung, die typisch für den jeweiligen Varistor ist, wird der differentielle Widerstand abrupt kleiner. Die Polarität von Spannung und Stromstärke spielt keine Rolle; ein Gleichrichtereffekt wie bei einer Diode tritt nicht auf. Die Bezeichnung Varistor ist ein aus den englischen Begriffen „variable resistor“ zusammengesetztes Kofferwort. Ein Varistor wird auch als VDR bezeichnet, für Voltage Dependent Resistor, also spannungsabhängiger Widerstand. Für Metalloxid-Varistoren ist die Abkürzung MOV üblich.
Die Hauptanwendung eines Varistors ist der Überspannungsschutz, wozu er parallel zum zu schützenden Bauelement geschaltet wird.

Schaltzeichen

## Aufbau
Varistoren werden aus Siliziumkarbid (SiC) oder aus Zinkoxid (ZnO) – zusammen mit anderen Metalloxiden, wie Bismutoxid, Chromoxid oder Manganoxid als Pulver in Tablettenform gepresst und gesintert. Auf zwei Seiten wird der Rohling mit Silber oder Aluminium kontaktiert und mit Anschlüssen versehen. Die Strom-Spannungs-Kennlinie von Siliziumkarbid ist abgerundeter als die der ZnO-Varistoren.

## Funktionsweise
Der Zinkoxid-Varistor setzt sich aus vielen kleinen Zinkoxidkörnern mit unterschiedlicher Leitfähigkeit zusammen. Zwischen den Zinkoxidkörnern entstehen an den Berührungspunkten Sperrschichten. Durch eine angelegte Spannung entsteht ein elektrisches Feld, das die Sperrschichten teilweise abbaut. Je größer die angelegte Spannung ist, desto mehr Sperrschichten werden abgebaut und damit sinkt der Widerstand.
Über die Dicke der Varistorscheiben kann die Schwellenspannung variiert werden: Je dicker die Varistorscheibe ist, desto mehr Zinkoxidkörner sind in Reihe geschaltet und desto höher ist die Schwellenspannung.

## Strom-Spannungs-Kennlinie

Typische Varistor-Kennlinien

Die Kennlinie wird in zwei Darstellungsarten angegeben:
- linear (siehe nebenstehend), worin Symmetrie und Schwellenspannung deutlich werden, oder
- doppelt logarithmisch (siehe Weblinks), worin charakteristische Einzelheiten deutlich werden.

Als Ansprechspannung, Schwellenspannung oder Varistorspannung wird in den Datenblättern zumeist der Spannungsabfall {\displaystyle U_{\mathrm {V} }} bei einer Stromstärke von {\displaystyle I_{\mathrm {V} }={\text{1 mA}}} angegeben. Diese Spannung liegt ziemlich am Anfang des Durchbruchbereichs, in dem das Schutzverhalten wirksam ist. Die Kennlinie im Durchbruchbereich wird approximiert durch
{\displaystyle |I|=I_{\mathrm {V} }\cdot \left({\frac {|U|}{U_{\mathrm {V} }}}\right)^{\gamma }\quad {\text{oder}}\quad |U|=U_{\mathrm {V} }\cdot \left({\frac {|I|}{I_{\mathrm {V} }}}\right)^{\beta }}
mit {\displaystyle U\cdot I\geq 0} und {\displaystyle \beta =1/\gamma }.
Der Exponent {\displaystyle \gamma } bestimmt die Kennliniensteigung. Für Zinkoxid-Varistoren liegt {\displaystyle \gamma } typisch im Bereich  30…70 oder 25…50, für SiC-Varistoren im Bereich 3…7 oder 5…7.
Unterhalb des Durchbruchbereiches geht die Kennlinie über in einen Leckstrombereich mit Stromstärken typisch < 1 μA. Dort wird der Varistor betrieben, solange er nicht schützend eingreift. Oberhalb des Durchbruchbereiches überlagert sich ein ohmscher Anteil. In diesem Hochstrombereich jenseits eines im Datenblatt angegebenen Stromstoßes darf ein Varistor nur einmalig betrieben werden.
Im Dauerbetrieb müssen eine Gleichspannung sowie der Scheitelwert einer Wechselspannung unterhalb von {\displaystyle U_{\mathrm {V} }} bleiben. Dazu gibt es einigermaßen fein gestuft eine Vielzahl von Spannungswerten über mehrere Zehnerpotenzen mit einer Exemplarstreuung vielfach von 10 %.

## Bauformen

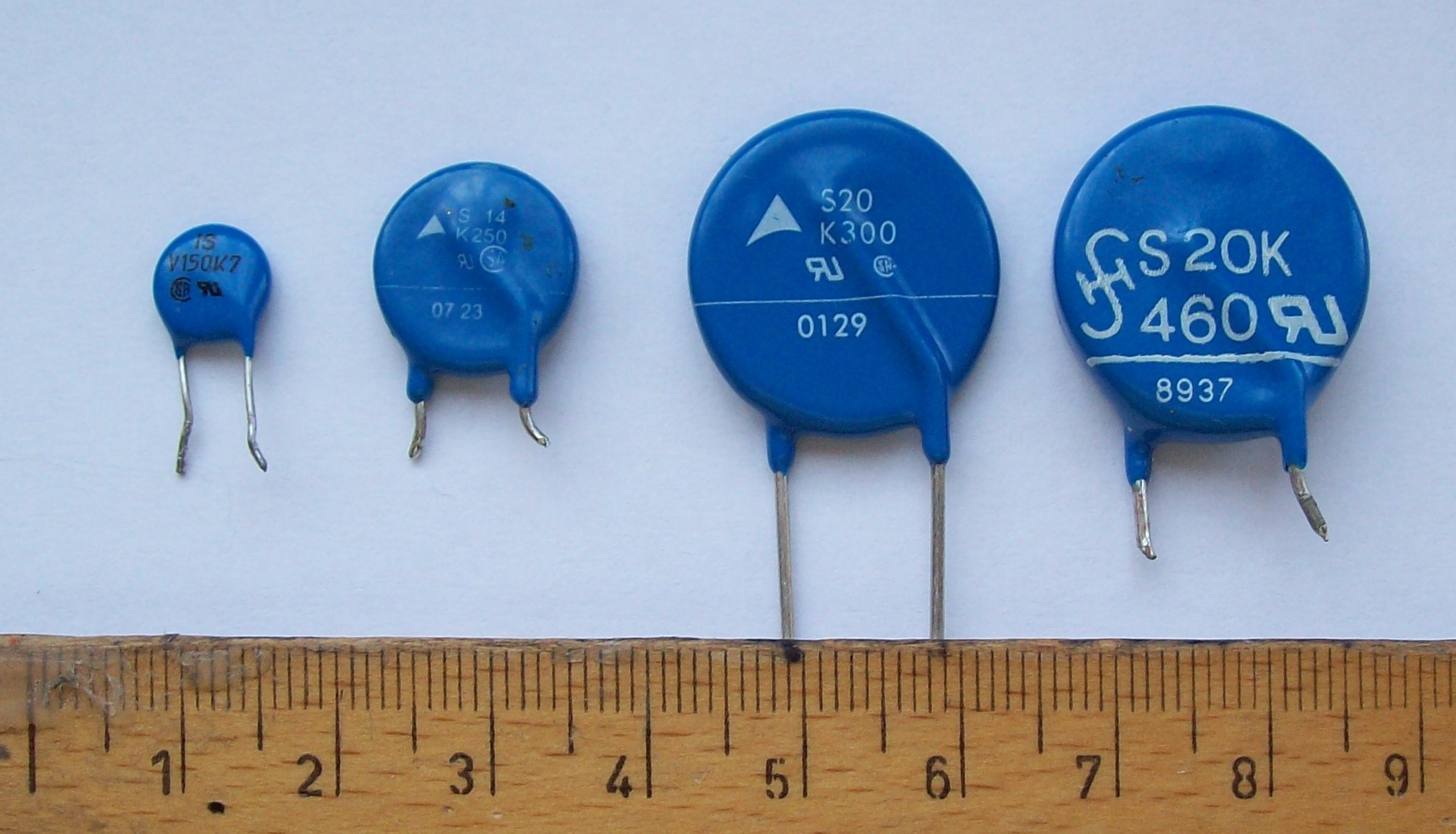
Verschiedene Varistoren für die Leiterplattenmontage

Folgende Bauformen kommen am häufigsten zum Einsatz:
- in Scheibenform mit Anschlussdrähten
- als Surface-mounted device (oberflächenmontiertes Bauelement)
- an Schaltschütze angeklippst

Beim Einsatz in elektronischen Schaltungen wird die Baugröße vorzugsweise bestimmt
- im kontinuierlichen Betrieb durch die als Wärmestrom abzugebende elektrische Leistung
- bei einzelnen Störspitzen durch die kurzzeitig zu speichernde Energie

## Verhalten
Das Verhalten eines Varistors im Durchbruchbereich bei {\displaystyle U,I>0} soll an einem Beispiel {\displaystyle U_{\mathrm {V} }={\text{30 V}}}, {\displaystyle I_{\mathrm {V} }={\text{1 mA}}}, {\displaystyle \gamma =40} erläutert werden.
Spannung – Stromstärke
Bei einer um 10 % größeren Spannung ist die Stromstärke um den Faktor {\displaystyle (1+10\,\%)^{\gamma }=1{,}1^{40}\approx 45} größer.
Bei einer um 10 % größeren Stromstärke ist die Spannung um den Faktor {\displaystyle (1+10\,\%)^{\beta }} oder additiv um 2,4 ‰ größer.
Bei einer um den Faktor 1000 größeren Stromstärke ist die Spannung um den Faktor {\displaystyle 1000^{1/40}\approx 1{,}19} oder additiv um 19 % größer.
Großsignalwiderstand
Dieser ist der Widerstand in Blick auf die gesamte Spannung und Stromstärke.
Bei 1 mA: {\displaystyle \quad R({\text{1 mA}})=\left.{\frac {U}{I}}\right|_{\text{1 mA}}={\frac {U_{\mathrm {V} }}{I_{\mathrm {V} }}}={\text{30 k}}\Omega }
Bei 1 A: {\displaystyle \qquad R({\text{1 A}})={\frac {1{,}19\;{U_{\mathrm {V} }}}{1000\;I_{\mathrm {V} }}}\approx 36\;\Omega }
Damit ist der Großsignalwiderstand bei 1 A etwa um den Faktor {\displaystyle {\frac {1}{840}}}, also fast drei Zehnerpotenzen kleiner als bei 1 mA.
Kleinsignalwiderstand
Dieser ist der Widerstand bei kleinen Änderungen von Spannung und Stromstärke und gleicht dem differentiellen Widerstand {\displaystyle r={\frac {\mathrm {d} U}{\mathrm {d} I}}}.
Er ergibt sich aus
{\displaystyle {\frac {\mathrm {d} U}{\mathrm {d} I}}=U_{\mathrm {V} }\cdot \beta \cdot \left({\frac {I}{I_{\mathrm {V} }}}\right)^{\beta -1}\cdot {\frac {1}{I_{\mathrm {V} }}}=\beta \;U_{\mathrm {V} }\;\left({\frac {I}{I_{\mathrm {V} }}}\right)^{\beta }\cdot {\frac {I_{\mathrm {V} }}{I}}\;{\frac {1}{I_{\mathrm {V} }}}=\beta \;{\frac {U}{I}}}
Damit ist der Kleinsignalwiderstand {\displaystyle r={\frac {1}{\gamma }}\;{\frac {U}{I}}} bei jeder Stromstärke im Durchbruchbereich um den Faktor {\displaystyle {\frac {1}{40}}} kleiner als der Großsignalwiderstand.

## Anwendungsgebiete

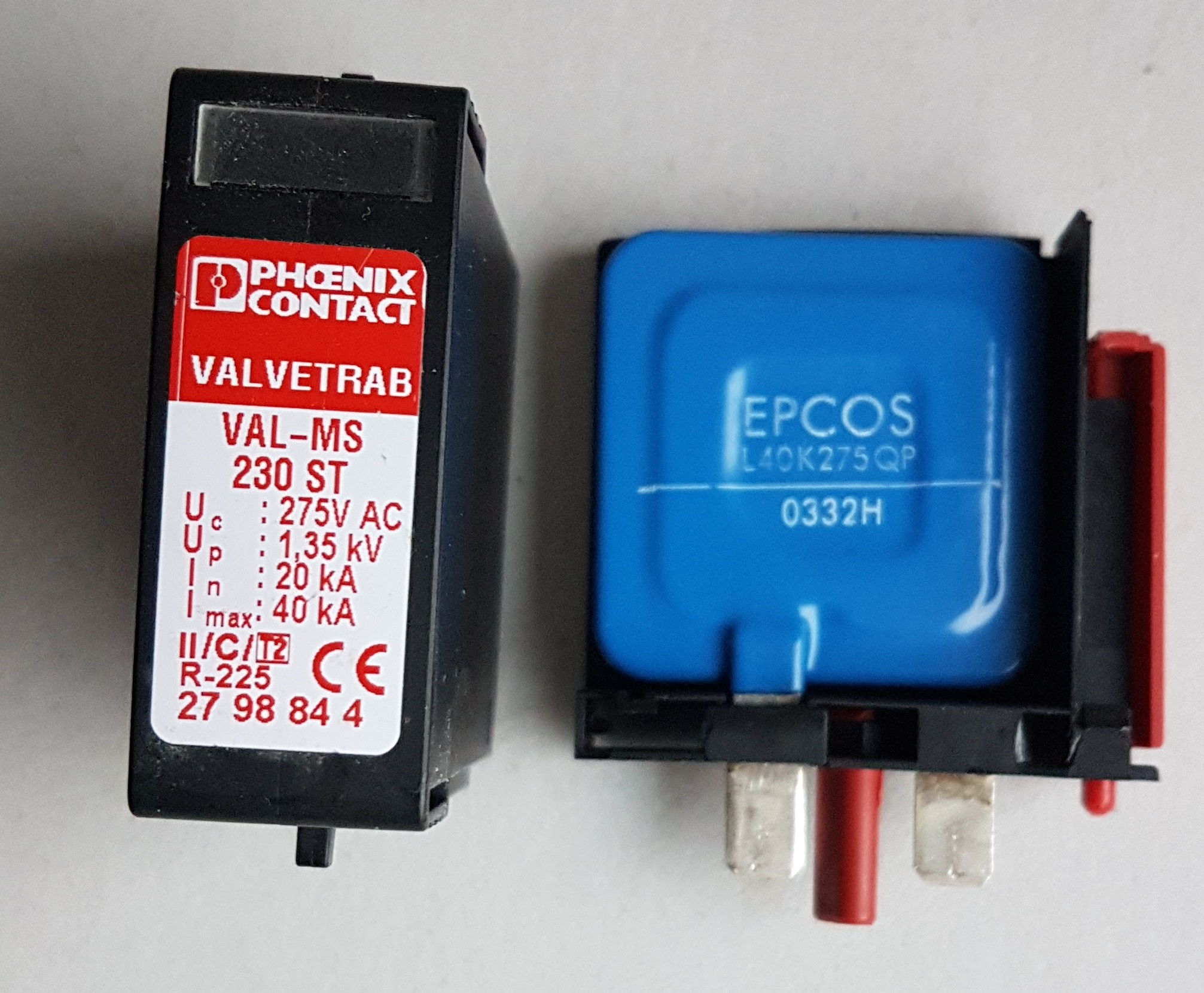
Überspannungschutz für die Verteilerinstallation auf der Hutschiene

Varistoren eignen sich zum Schutz vor Überspannungen. Im Normalbetrieb ist ihr Widerstand sehr groß, während bei Überspannung der Widerstand fast verzögerungsfrei sehr klein wird und Ladung ableitet. Sie werden sowohl zum Schutz empfindlicher elektronischer Schaltungen als auch in der Energietechnik eingesetzt. Varistoren haben Ansprechzeiten von unter einer Nanosekunde und können sehr schnell kurzzeitige Überspannungen begrenzen, ohne zerstört zu werden. Bei längerer Dauer wird der Varistor überhitzt, weil die absorbierbare Energie von der Gesamtmasse abhängt.

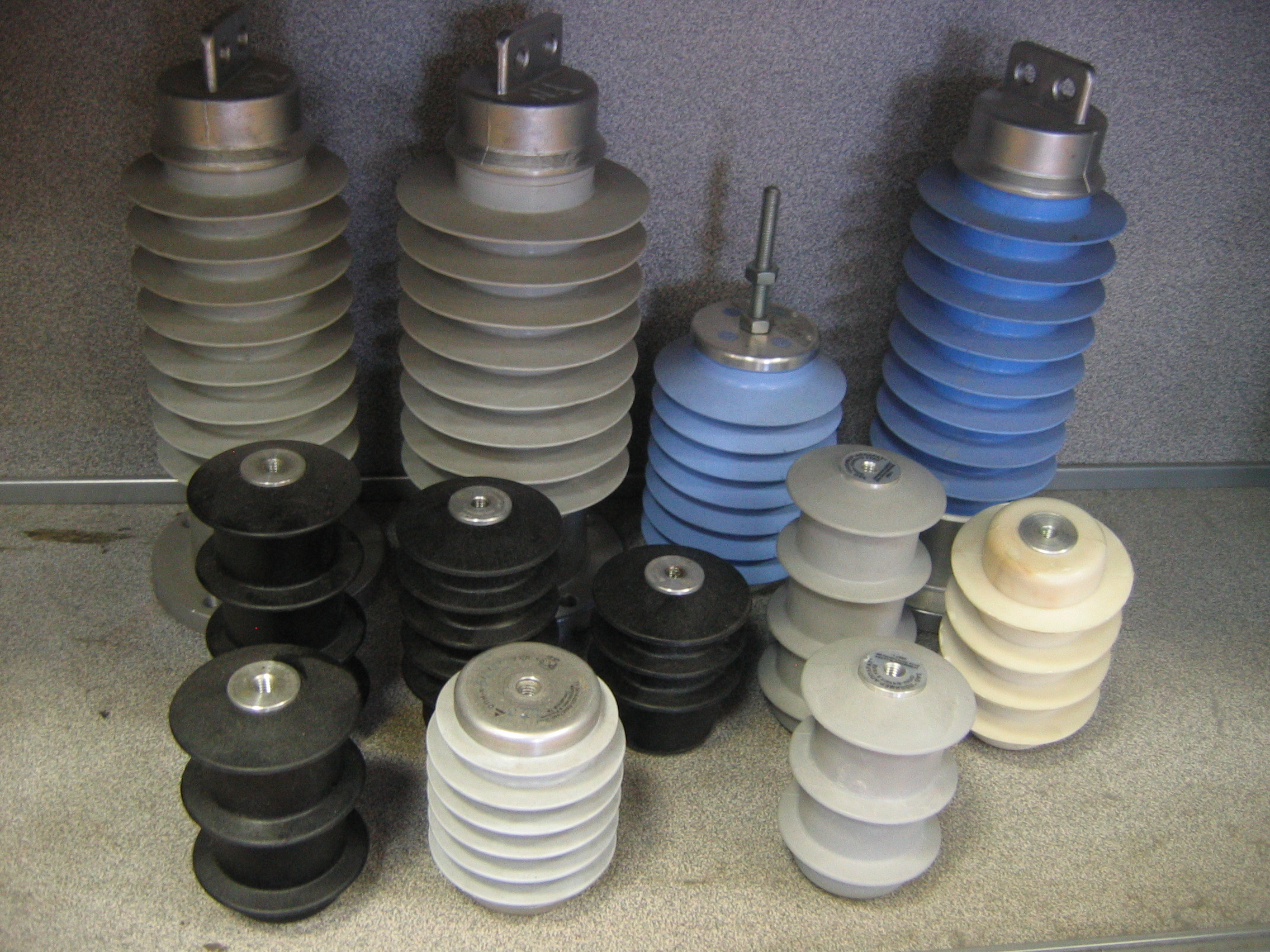
Hochspannungsvaristoren wie sie in Schaltanlagen verwendet werden

Ein Nachteil von ZnO-Varistoren ist, dass sie durch mehrere kleinere Überspannungen „altern“, das heißt ihre Schwellenspannung wird mit der Zeit niedriger und ihr Leckstrom erhöht sich. Insbesondere endet der Schutz bereits nach einmaliger Belastung im Hochstrombereich. Deswegen sollte man sie immer mit einer Sicherung betreiben, um z. B. Brände zu vermeiden. SiC-Varistoren zeigten diese Art der Alterung nicht. Überspannungsschutzgeräte können je nach Ausstattung den Betriebszustand überprüfen und optisch (in nebenstehendem Bild durch die Farbe im rautenförmigen Fenster) oder durch ein elektrisches Signal (im Bild durch einen Hilfskontakt hinter den grünen Klemmen) melden, dass der Varistor auszutauschen ist.
Alternativ zu Varistoren werden bei Schutzschaltungen auch Suppressordioden eingesetzt. Suppressordioden werden bei Überspannung allerdings schon durch geringe Energien zerstört, so dass sie hauptsächlich für kleinere Spannungen verwendet werden, wie sie zum Beispiel bei Signalleitungen auftreten. Andererseits altern Suppressordioden im Gegensatz zu Varistoren nicht. Bei Anwendungen, in denen hochfrequente Signale übertragen werden sollen, kann die gegenüber Suppressordioden erheblich höhere Kapazität von Varistoren eine unzulässige Dämpfung des Nutzsignals bewirken.
Darüber hinaus gibt es auch Gasableiter und Funkenstrecken als Grobschutzelemente. Diese können bei Überspannungen sehr große Energien absorbieren, haben allerdings im Vergleich zu Varistoren eine längere Ansprechzeit von bis zu einigen Mikrosekunden. Deshalb werden sie auch häufig in Kombination mit Varistoren verwendet.
Varistoren werden auch als (Bedarfs-)Strombrücke für die Reihenschaltung von Glühlampen in Lichterketten benutzt.